# Elise Kellond-Knight
Elise Kellond-Knight (* 10. August 1990 in Southport, Queensland) ist eine australische ehemalige Fußballnationalspielerin. Zuletzt stand sie seit November 2022 bei Melbourne Victory unter Vertrag.

## Karriere

### Vereine

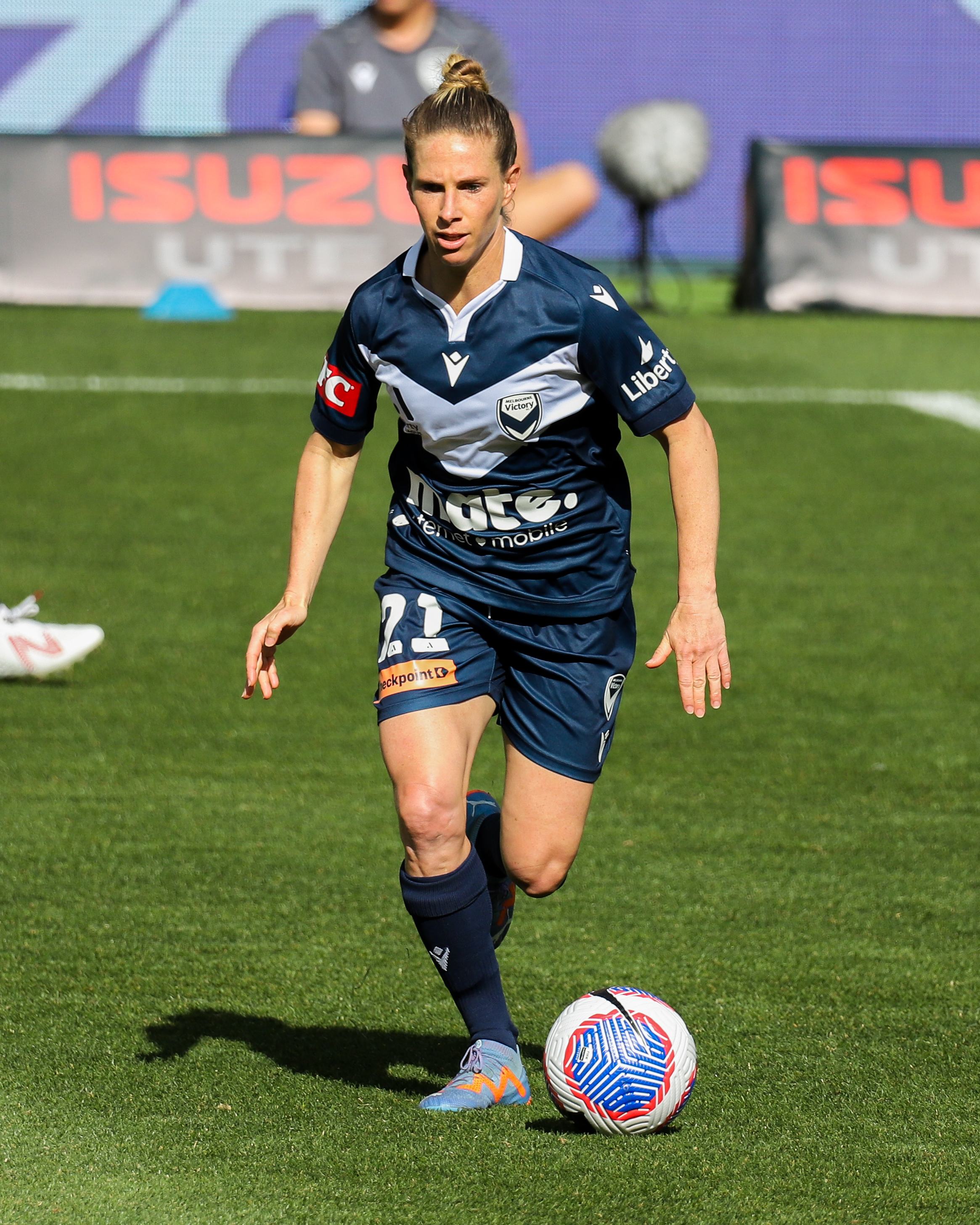
Elise Kellond-Knight für Melbourne Victory im Dezember 2023

Kellond-Knight spielte von 2008 bis 2009 für den australischen Erstligisten Queensland Roar und anschließend, bis 2011, für denselben Verein, der sich allerdings den Namen Brisbane Roar gab. 2009 und 2011 wurde ihr die Auszeichnung Young Player of the Year Award zuteil.
Zur Saison 2011/12 wechselte sie auf Leihbasis zum dänischen Erstligisten Fortuna Hjørring aus der gleichnamigen Stadt in der Region Nordjylland und kehrte nach nur wenigen Spieleinsätzen im November 2011 nach Australien zurück. Von 2012 bis 2015 war sie erneut für Brisbane Roar in der W-League aktiv, unterbrochen von einer dreimonatigen Ausleihe zum japanischen Erstligisten Iga FC Kunoichi im Sommer 2014.
Zur Saison 2015/16 wurde Kellond-Knight vom Bundesligisten 1. FFC Turbine Potsdam verpflichtet. Ihr Bundesligadebüt am 28. August 2015 (1. Spieltag) bei der 1:3-Niederlage im Auswärtsspiel gegen den FC Bayern München krönte sie mit ihrem ersten Tor, dem Führungstreffer in der 51. Minute.
Nach Stationen bei Hammarby IF, Melbourne City FC, Reign FC und Washington Spirit wechselte sie im März 2020 von Brisbane Roar in die schwedische Liga zu Kristianstads DFF. Allerdings fiel sie für den Rest der Saison aus weil sie sich am 2. Spieltag einen Kreuzbandriss zuzog. Zur Saison 2021 wechselte sie zum Hammarby IF, wo sie bereits 2018 gespielt hatte, kam dort aber zunächst auch nur zu einem Kurzeinsatz. Seit August 2022 wird sie wieder regelmäßig eingesetzt.
Im November 2022 erhielt sie einen Vertrag für die Saison 2022/23 bei Melbourne Victory.
Im Oktober 2024 gab sie ihr Karriereende bekannt.

### Nationalmannschaft

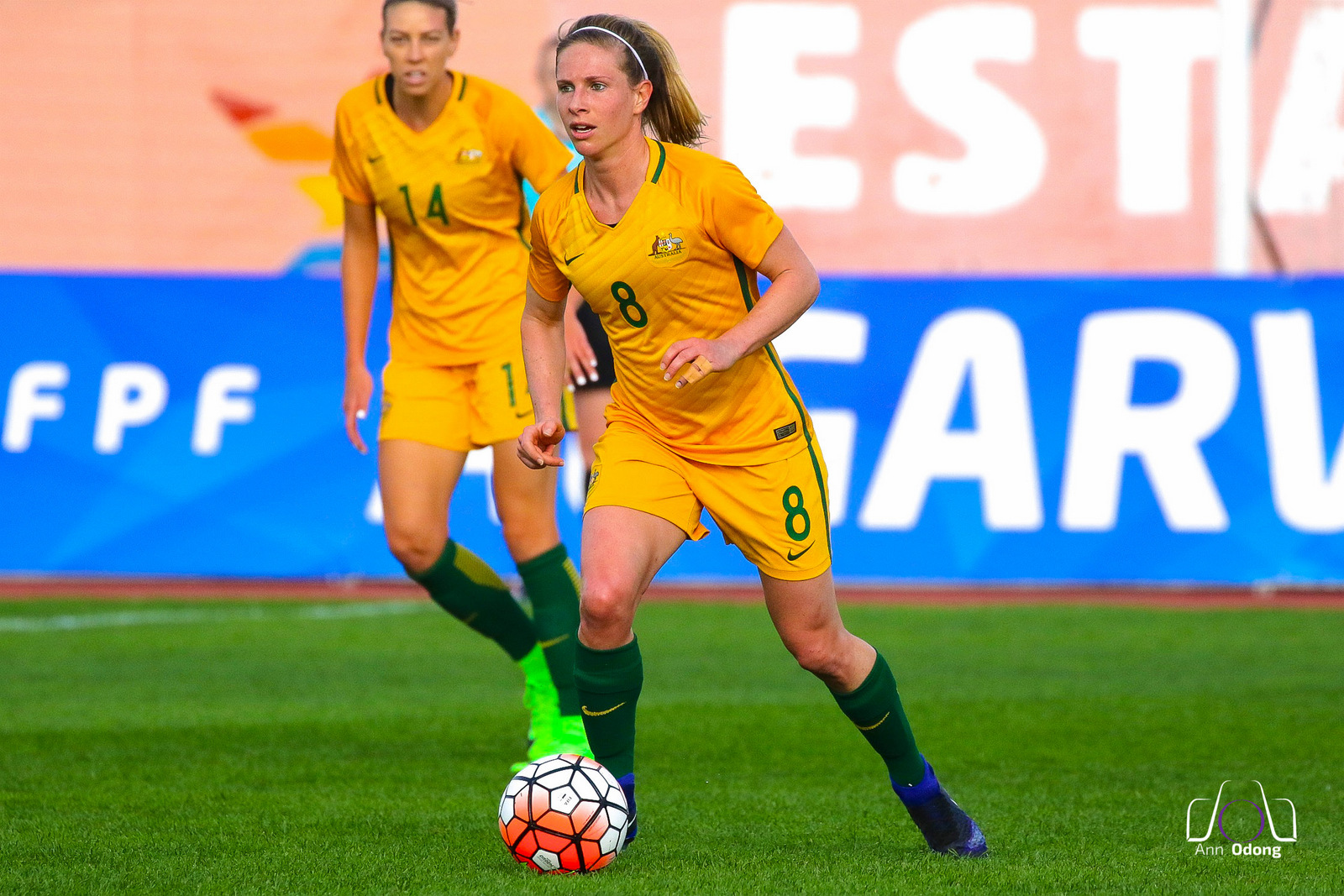
Kellond-Knight (Nr. 8) beim Algarve-Cup 2017

Für die A-Nationalmannschaft debütierte sie am 21. Mai 2010 beim 3:1-Sieg gegen die Auswahl Südkoreas im Gruppenspiel der Asienmeisterschaft. Gegen diese Auswahlmannschaft erzielte sie am 22. Mai 2014 mit dem 2:1-Siegtreffer in der 77. Minute im Halbfinale der Asienmeisterschaft auch ihr erstes Länderspieltor. Mit der Mannschaft nahm sie an der vom 26. Juni bis 17. Juli in Deutschland ausgetragenen Weltmeisterschaft teil, bestritt alle drei Gruppenspiele und schied mit ihr nach der 1:3-Niederlage im Viertelfinalspiel gegen die Auswahl Schwedens aus dem Turnier aus. Vier Jahre später nahm sie mit der Mannschaft an der vom 6. Juni bis 5. Juli 2015 in Kanada ausgetragenen Weltmeisterschaft teil, bestritt alle drei Gruppenspiele, das mit 1:0 gewonnene Achtelfinalspiel gegen die Auswahl Brasiliens und das mit 0:1 verlorene Viertelfinalspiel gegen die Auswahl Japans.
Bei den Olympischen Spielen 2016 erreichte sie mit der Mannschaft das Viertelfinale gegen Gastgeber Brasilien. Nach torlosen 120 Minuten musste die Entscheidung im Elfmeterschießen fallen, wobei sie als erste Australierin zwar erfolgreich war, am Ende verloren sie dieses aber mit 6:7.
Bei der Fußball-Asienmeisterschaft der Frauen 2018, die auch als Qualifikation für die WM 2019 diente, kam sie in vier von fünf Spielen zum Einsatz. Im Halbfinale gegen Thailand musste auch das Elfmeterschießen darüber entscheiden wer sich direkt für die WM qualifizieren konnte und auch diesmal war sie mit ihrem Elfmeter erfolgreich. Da zudem zwei ihrer Mitspielerinnen erfolgreich, aber nur eine Thai verwandeln konnte, waren die Australierinnen qualifiziert. Allerdings verloren sie danach das Finale gegen Japan.
Sie nahm auch an der  Endrunde in Frankreich teil. Sie kam in zwei Vorrundenspielen und im Achtelfinale gegen Norwegen zum Einsatz. In diesem gelang ihr in der 83. Minute das Tor zum 1:1-Ausgleich. Nach einer torlosen Verlängerung verloren die Matildas im Elfmeterschießen mit 1:4.
In der erfolgreich absolvierten Qualifikation  für die Olympischen Spiele 2020 kam sie in vier von fünf Spielen zum Einsatz. Für die wegen der COVID-19-Pandemie um ein Jahr verschobenen Olympischen Spiele wurde sie berücksichtigt, dort aber nicht eingesetzt. Verletzungsbedingt wurde sie dann erst wieder für die Spiele im November 2022 nominiert.

## Erfolge
Vereine
- Australischer Meister 2009
- W-League Championship-Sieger 2009

Nationalmannschaft
- Asiencup-Gewinner 2010
- Tournament of Nations-Siegerin 2017
- Cup-of-Nations-Siegerin 2019

## Auszeichnungen
- Berufung in die Mannschaft des Turniers bei der Weltmeisterschaft 2011
- Australiens Fußballerin des Jahres (PFA-Wahl) 2011, 2015